# Нилоксен

Карта деления империи Ахеменидов на сатрапии

Нилоксен — македонский правитель Александрии Кавказской в IV веке до н. э.

## Биография
Нилоксен, сын Сатира, был одним из «друзей» Александра Македонского. Зимой 330—329 годов до н. э. царь назначил Нилоксена на пост гипарха только что основанной Александрии Кавказской, где поселились несколько тысяч македонян. Правителем сатрапии стал перс Проекс.
Через три года во время начала Индийского похода Александр за ненадлежащее исполнение обязанностей отстранил Нилоксена от должности. На его место был поставлен другой гетайр — Никанор. Это, по мнению П. Фора, подтверждает, что Александрия Кавказская играла роль не только торговой фактории, но и важного военного пункта на пути в Индию.